# Torsac
Torsac település Franciaországban, Charente megyében. Lakosainak száma 724 fő (2022. január 1.). Torsac Dignac, Dirac, Fouquebrune, Mouthiers-sur-Boëme, Puymoyen és Vœuil-et-Giget községekkel határos.

## Népesség
A település népessége az elmúlt években az alábbi módon változott:
| Lakosok száma | 352  | 464  | 731  | 758  | 784  | 788  | 749  | 721  | 718  | 724  |
|               | 1968 | 1982 | 1990 | 2006 | 2013 | 2015 | 2017 | 2019 | 2020 | 2022 |